# Octylmethoxycinnamaat
Octylmethoxycinnamaat of octinoxaat is een organische verbinding die gebruikt wordt als ultravioletfilter in cosmetica en zonnebrandcrème. Ze behoort tot de cinnamaten; ze is de ester van 4-methoxykaneelzuur met 2-ethylhexanol.
Octinoxaat werkt in het UV-B-gebied. Het beschermt niet tegen UV-A-straling. Het wordt daarom meestal gecombineerd met een of meer UV-filters die ook UV-A-stralen absorberen, zoals benzofenon-3 (in dit verband ook bekend als oxybenzon) of titaniumdioxide.
Octinoxaat is niet ingedeeld als gevaarlijke stof.

## Stereochemie
Octinoxate bevat één stereocentrum en één dubbele binding en heeft de volgende stereo-isomeren:
| Enantiomere von Octinoxat | Enantiomere von Octinoxat | Enantiomere von Octinoxat |
| ------------------------- | ------------------------- | ------------------------- |
|                           | (R)-vormen                | (S)-vormen                |
| (E)-vormen                |                           |                           |
| (Z)-vormen                |                           |                           |